# Mega Med
Mega Med (Mighty Med como título original) es una serie de televisión de comedia de superhéroes, creada por Jim Bernstein y Andy Schwartz, producida  y transmitida por la cadena Disney XD. Está protagonizada por Bradley Steven Perry y Jake Short.

## Argumento
Dos buenos amigos, Oliver y Kaz, encuentran por accidente un hospital secreto de superhéroes llamado Mega Med. 
Su gran conocimiento sobre superhéroes (obtenido gracias a su amor por los cómics) impresiona al Director de Mega Med, quien los contrata como médicos a pesar de ser "normis" (humanos comunes y corrientes).
En Mega Med, Oliver y Kaz conocen nuevos amigos y enemigos, con quienes compartirán divertidas aventuras mientras tratan de mantener en secreto su nuevo trabajo. Mientras tanto, Wallace y Clyde, copropietarios del Dominio y anteriormente un poderoso supervillano conocido como Catastrophe, buscan venganza contra Horace Díaz. La temporada 1 terminó con un cliffhanger. En la temporada 2, El Aniquilador convirtió a Skylar Storm en su sirviente malvado e intenta hacer lo mismo con todos los demás superhéroes. Es una carrera contra El Aniquilador para evitar que otros superhéroes se conviertan en sus peones. Con la mayoría de los superhéroes convertidos en malvados y sin saber en quién confiar, le toca a Kaz y Oliver encontrar la forma de evitar que El Aniquilador y la versión malvada de Skylar Storm destruyan el mundo. (Cómo el Mega Med cayó al final de la tormenta). Aunque tanto El Aniquilador como Skylar Storm fueron derrotados, una nueva amenaza llamada Señor Terror aparece en el horizonte, que resulta ser la madre de Oliver. El Señor Terror está buscando el legendario Arcturion, que le dará sus últimos poderes y la convertirá en el ser más poderoso del planeta. Al igual que la temporada 1, la temporada 2 también terminó con un cliffhanger (que luego se resolvió). Bridget / El Señor Terror pudo haber regresado en Lab Rats: Fuerza Elite, ya que ella estaba viendo volar hacia el horizonte de Filadelfia y su línea argumental permaneció inacabada. Sin embargo, Bridget fue capturada antes de que Kaz y Oliver contactaran a Davenport en el spin-off.

## Episodios
| Temporada | Temporada | Episodios | Estados Unidos        | Estados Unidos           | Latinoamérica       | Latinoamérica           |
| Temporada | Temporada | Episodios | Comienzo              | Final                    | Comienzo            | Final                   |
| --------- | --------- | --------- | --------------------- | ------------------------ | ------------------- | ----------------------- |
|           | 1         | 24        | 7 de octubre de 2013  | 15 de septiembre de 2014 | 17 de enero de 2014 | 12 de diciembre de 2014 |
|           | 2         | 20        | 20 de octubre de 2014 | 9 de septiembre de 2015  | 7 de marzo de 2015  | 1 de febrero de 2016    |

## Personajes

### Principales
- Kazimeras "Kaz" (interpretado por Bradley Steven Perry) - Kaz es el mejor amigo de Oliver. Es fanático de Tecton. No es muy aplicado en los estudios y, aunque es leal a Oliver, a menudo consigue manipularlo para involucrarlo en sus locos planes, que suelen meterlos en problemas. Aunque no parece muy listo, a veces se le ocurren ingeniosas soluciones a los problemas. En general es impulsivo y actúa instintivamente, ya que odia pensar. En "El reinado del terror de Alan" se revela que tiene 11 hermanos, y que es biológicamente incapaz de rechazar un desafío. Está enamorado de Stephanie, la chica más popular de la escuela, y haría cualquier cosa para impresionarla, aunque ella no le presta atención. Su nombre real es Kazimeras, aunque nunca lo usa porque nadie sabe escribirlo, especialmente él "Mega Topo".  Está obsesionado con conseguir poderes para llegar a ser un superhéroe. Tuvo un breve romance con la superheroína Spark.

- Oliver (interpretado por Jake Short) - Oliver es el mejor amigo de Kaz, a quien tolera sus defectos porque ve bondad en él. Es inteligente, dulce y sarcástico, el perfecto yin para el yang de Kaz. A diferencia de Kaz, es calmado y piensa bien antes de actuar, aunque las cosas no siempre le salen bien. Está enamorado de Skylar Storm, pero ella no lo sabe; los únicos que lo saben son Kaz y Jordan. Le prometió a Skylar que la ayudaría a recuperar sus poderes, robados por el Aniquilador. Tiene muchas fobias y temores extraños; por ejemplo, les teme a los codos, como se revela en "Mega Topo". No es muy popular con las chicas, aunque en "Lab Rats vs. Mega Med" Bree se enamora inmediatamente de él, lo que provoca celos en Skylar.

- Skylar Storm (interpretada por Paris Berelc) - Skylar Storm es una superhéroe del planeta volcán Caldera y el interés amoroso de Oliver. Además de tener la condición humana máxima, algunas de las 24 superpotencias de Skylar incluyen visión de rayos X, inducción explosiva, rebobinado de tiempo, giroquinesis, caelestikinesis, vuelo, súper fuerza, intangibilidad, camuflaje, invisibilidad, supervivencia espacial y súper velocidad. Recientemente perdió sus superpoderes y su motocicleta invisible en una batalla contra su némesis, el Aniquilador, y ahora es una paciente normo en Mega Med, donde está trabajando para encontrar una forma de recuperar sus superpoderes. Sin embargo, todavía tiene increíbles habilidades de combate cuerpo a cuerpo, junto con atributos físicos mejorados, que incluso pueden ser útiles contra seres superpoderosos. Como normo, usa el alias de Connecticut "Connie" Valentine cuando asiste a la Secundaria Logan. En el final de la primera temporada, ella recupera sus poderes. Sin embargo, ella cae bajo el control del Aniquilador debido a su manipulación. Mientras que el Aniquilador está en Mega Max, Skylar está siendo utilizado por el Aniquilador para usar una fórmula secreta que convierte a los superhéroes en súper villanos. En "Storm's End", Skylar se vuelve lo suficientemente malvada como para ejecutar un poderoso ataque contra el Aniquiladorr. Usando carbón, Oliver engaña a Skylar haciéndole creer que se ha rendido ya que Hapax le quita los poderes corruptos. Un Aniquilador debilitado aparece y usa el poder de veneno de Black Widower mientras Hapax transporta a Kaz, Oliver y Skylar de vuelta a Mega Med para obtener un antídoto. Horacio y los doctores trabajan para evitar que Skylar muera. Después de las líneas planas de Skylar, Horace usa sus habilidades para curarla.

- Alan Díaz (interpretado por Devan Leos) - Es el sobrino de Horacio. A él no le gustan mucho Kaz y Oliver debido a su condición de normis, por lo que hace todo lo que está en su mano para deshacerse de ellos. Aunque hay algunas ocasiones en las que ayuda a Kaz y Oliver. Parece que le gusta Kaz un poco más que Oliver, como se muestra en "Cómo han caído Mega Med" cuando estaban atrapados en Mega Max. Siempre se lo ve con un chaleco y se sugiere en "Guarida, guarida" que lleva varios chalecos de suéter uno encima del otro. Su poder es la telequinesia. En "Growing Pains", se revela que cuando Alan se asusta, o bien se convierte en un animal o brota una parte del cuerpo de un animal. También tiene la capacidad de convertir a otras personas en animales, como se ve en "Mighty Mole". Al parecer, no sabe la diferencia entre un círculo y un triángulo y es malo con la gramática debido a su falta de educación. En "La madre de todos los villanos", Alan intenta encontrar un buen regalo de bodas para Bridget y Horacio, lo que lo lleva a obtener, sin saberlo, el Arcturion. Durante la boda, termina aprendiendo que Optimo es su padre. Al final del episodio, se descubre que el abuelo de Alan es Hapax el Viejo.

- Gus (interpretado por Augie Isaac) - Gus es amigo de Oliver y Kaz. Él es muy desagradable y no parece tener habilidades sociales. También parece tener una atracción hacia Jordan. Gus comenzó como recurrente en la primera temporada, pero se convirtió en un personaje principal en la segunda temporada. A lo largo de toda la serie, se ha mencionado que su familia es rica, incluso capaz de comprar El Dominio, como se ve en "¿Tienes miedo del tiburón?" Él siempre guarda cosas extrañas en su mochila. En "Deja de picarme", se revela que Gus es propietario de un guepardo. En "La Suciedad en Kaz y Skylar", se revela que Gus es propietario de un lince. En "La Madre de Todos los Villanos", Oliver alistó a Gus para ayudarlo a descifrar el código en el teléfono celular de Mort. Gus más tarde compra un montón de regalos de boda para Bridget y Horacio.

### Recurrentes
- Jordan (interpretada por Cozi Zuehlsdorff): Jordan es amiga de Kaz y Oliver, y odia a Gus. Ella es muy ruda y siempre está de mal humor. Al igual que a Kaz y Oliver, le encantan los cómics y los juegos de vídeo, aunque prefiere los juegos de estrangulamientos antes que los de disparos (los cuales le parecen muy violentos). Según ella, sus padres la castigan prohibiéndole jugar a decapitar unicornios si no saca buenas notas. En "La redención de la broma" parece llevarse bien con Alan. En la segunda temporada empieza a sospechar que los superhéroes realmente existen.

- Dr. Horacio Díaz (Carlos Lacámara): Es el Jefe del Estado Mayor de Mega Med. Él es el tío de Alan. Él tiene el poder de congelar a la gente, y es un poco excéntrico y adora los puentes. En el episodio "Storm end" de la segunda temporada se revela que es Caducio, el legendario sanador de superhéroes, además de poseer el poder de revivir a la gente 5 veces

- Wallace y Clyde (interpretado por los  Sklar Brothers): En el pasado eran el poderoso supervillano conocido como Catástrofe, que al ser derrotado fue dividido en dos humanos con superpoderes limitados. Ellos eran los trabajadores de El Dominio, la tienda de cómics en la que frecuentan Kaz y Oliver. Quieren destruir a los superhéroes en Mega Med y vengarse de Horacio Díaz. Y consiguieron volver a ser Catástrofe en "Se avecina una tormenta", pero al final lo vuelven a derrotar y son mandandos a la prisión de Mega Med.

- Stephanie (interpretado por Brooke Sorenson): Es una estudiante muy popular en Secundaria Logan. Kaz previamente se había enamorado de Stephanie, pero resultó ser un gran tirón. Luego oxímoron declaró que él sólo la dataría porque se veía bonita.

- Benny (interpretado por Karan Soni): Es un trabajador en Mega Med y no le gusta Skylar y también es un superhéroe llamado "Quién sabe quién". Él tiene supervelocidad, pero solo funciona al revés.

- Phillip (interpretado por Jeremy Howard): Un médico con una cabeza grande. (Sin embargo, él cree que es muy pequeño) Él aparece frecuentemente con papeles muy menores. En "La noche de la pesadilla viviente", se revela que su sueño más salvaje es tener los Premios Oscar rediseñado para parecerse a él.

### Superhéroes
- Tecton (interpretado por Jilon VanOver): Súper héroe favorito de Kaz. Tecton es una parodia de Superman y Hyperion. Él tiene una fuerza sobrehumana y velocidad, así como el vuelo, la inmunidad al dolor y (como su nombre indica) la capacidad de causar la actividad tectónica con un pisotón de su pie. También es capaz de sanar a un ritmo rápido, pero si se expone a un gas que sólo existe cuando la radiación delta se mezcla con el oro, que no será capaz de curar. Oliver solía ser su compañero hasta que Alan tomó su lugar.

- El Gran Defensor (interpretado por Dwight Howard): Apareció en el episodio "Pranks for Nothing" tiene suficiente fuerza para mover el hospital.

- Solar Flare (interpretado por Carly Hollas): Un superhéroe femenino capaz de proyectar y manipular fuego. Aunque la más recurrente de los superhéroes, Solar Flare aún no ha tenido un papel hablado.

- Tornado Azul (interpretado por Brett Johnson): Un superhéroe con atmokinesis. Esto le permite girar a la velocidad del sonido y disparar un rayo de sus manos. Kaz le vio disfrazado y lo reconoció (debido a que Tornado Azul es reconocido), es lo que llevó a él y Oliver a Mega Med. Él es una parodia del superhéroes de DC Comics Red Tornado.

- La Trituradora (interpretado por Jeffrey James Lippold): Según Kaz, la trituradora es el hombre más fuerte del universo, capaz de lanzar a alguien al otro lado de una habitación solo por la alta fiving ellos. Él fue el primer superhéroe de tener su vida salvada por Kaz y Oliver, en el que los sorprendió a sus pies para darle ayuda cardiaca (debido a su regreso de un planeta con la gravedad que tira de su corazón hasta los pies). No se sabe si su corazón está aún en sus pies.

### Personajes episódicos

#### Supervillanos
- Megahertz (interpretado por James Ryen): Un cyborg mitad humano, mitad titanio forjado en un extraño accidente en una central eléctrica y el enemigo de Tecton. Como su nombre indica, tiene electrokinesis de alta tensión. Desafortunadamente, si lo usa demasiado, él tiene que ir de nuevo a la central donde se convirtió en Megahertz (que utiliza como su guarida) y recargar energías. Según Kaz y Oliver, su verdadero nombre es Leslie. Que en última instancia no sólo desprecia a Tecton, sino también a Kaz y a Oliver (debido a Kaz ayudando derrota Tecton él en su primera aparición y Oliver lanzar un orinal en él). Es una parodia de Metallo y Electro. Su nombre es un juego de "megahertz", que significa una alta unidad de frecuencia eléctrica.

- Halcón Negro (interpretado por Scott Anthony Leet): Uno de los villanos más peligrosos del espectáculo, Halcón Negro puede volar y disparar rayos de energía que pueden ser mortales, ya sea daños o aturdir a las víctimas. Él tiene un personal que puede mejorar sus poderes, que sirve como su principal arma de elección. Su factor de riesgo es debido al hecho de la noqueó a casi todos los superhéroes en su área, (salvo el Capitán Atómico) y algunos de sus explosiones de energía puede incluso romper el escudo del Capitán Atómico yo-yo. Él tiene un ligero acento Inglés y un parecido a Thor de Marvel Comics.
- Experion (interpretado por Chase Austin): Un ex superhéroe y antiguo amigo de la infancia de Skylar. Él apareció en Mega Med, supuestamente intentar restaurar sus poderes, pero en verdad, no tenía en realidad (por razones desconocidas) convertido al lado oscuro y se intenta llevarla al Aniquilador. Sus poderes son el magnetismo y gravokinesis. Hasta el descubrimiento de su verdadera naturaleza, Kaz pensó Experion fue el segundo más cool teen.

- Otros villanos en esta muestra son: Uno de los más importantes El Aniquilador (Enemigo de Skylar), Micros, Demonio Carmesí, Revengeance, Dark Warrior y el Dr. Ira, a pesar de que podría haber más.

## Desarrollo
Disney XD ordenó "Mega Med", una serie de comedias de acción real inspirada en el extraordinario mundo de superhéroes y cómics, protagonizada por Bradley Steven Perry ("Good Luck Charlie" de Disney Channel) como Kaz y Jake Short ("A.N.T. Farm" de Disney Channel) como Oliver. La serie multicámara comenzó a producirse en Los Ángeles, California, en julio, el show se estrenó en Disney XD el 7 de octubre de 2013. El anuncio fue realizado por Adam Bonnett, vicepresidente sénior de programación original de Disney Channel.
Al hacer el anuncio, Bonnett dijo, "Bradley Steven Perry y Jake Short son dos estrellas de Disney increíblemente populares, cuyo tiempo de comedia y amistad en la pantalla se relacionan hacen que sean el par perfecto para "Mega Med". Nuestro público de Disney XD irá en un viaje con estos personajes, dos fanáticos del cómic cuyo amor y conocimiento de la ciencia ficción, la fantasía y los súper héroes les dan el mejor trabajo después de la escuela: trabajar en Mega Med, un hospital para superhéroes".